# Owen Franks

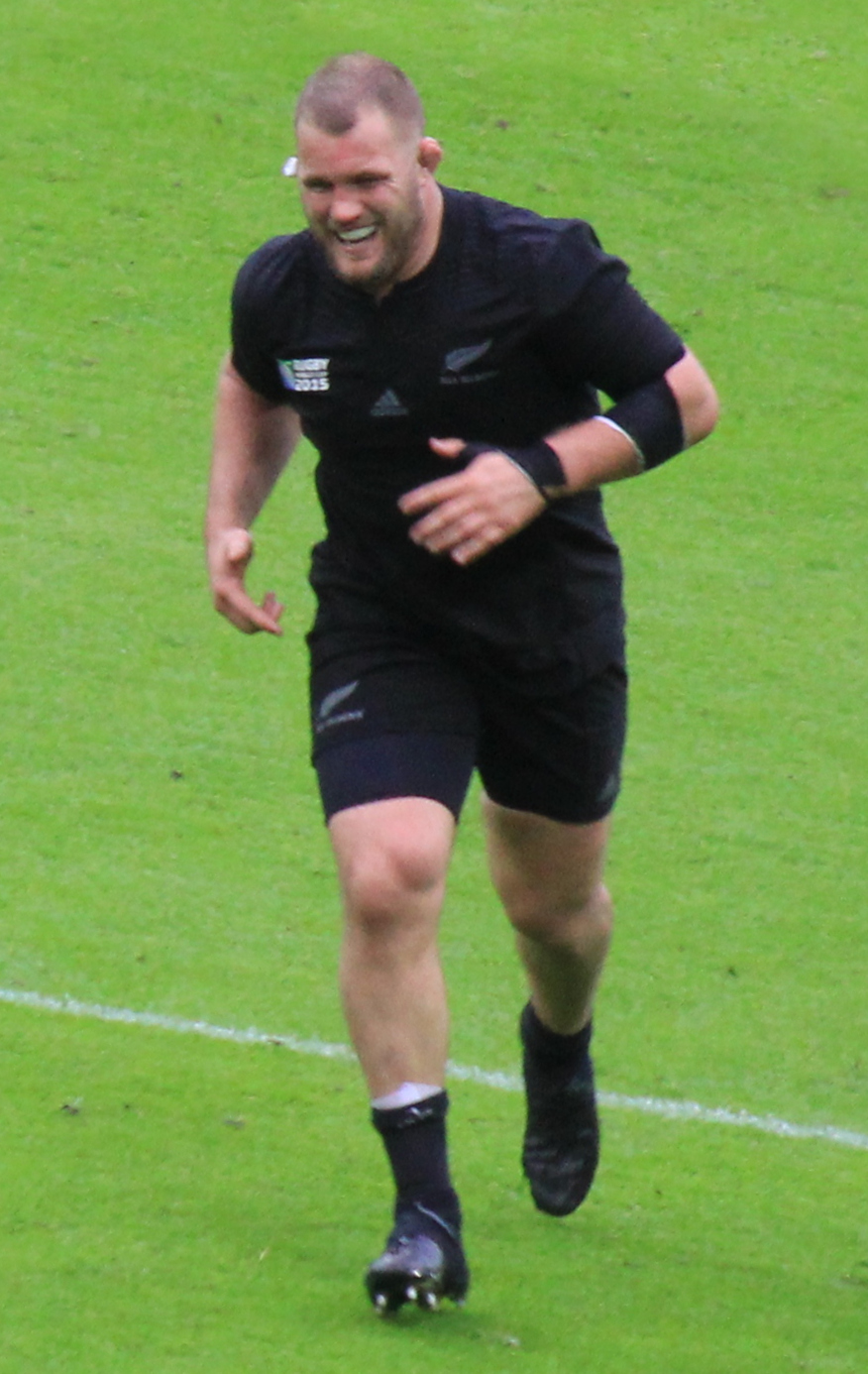
Imagem de Owen Franks na copa do mundo de rugby union de 2015

Owen Franks (23 de dezembro de 1987) é um jogador de rugby neozelandês, que joga na posição de forward.

## Carreira
Owen Franks integrou o elenco da Seleção de Rugby Union da Nova Zelândia campeão na Copa do Mundo de Rugby Union de 2015.